# Basílica del Santo Spirito

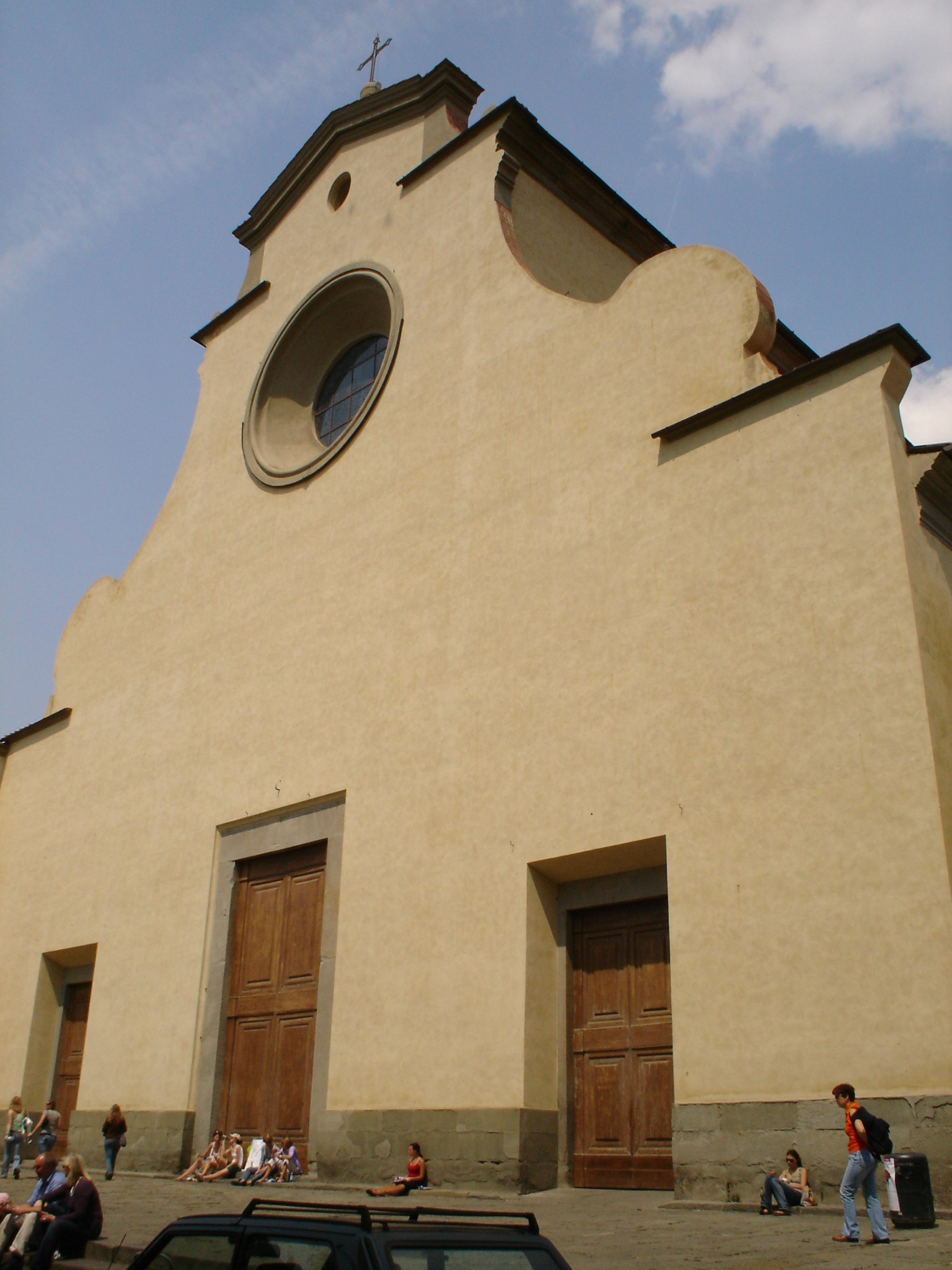
Fachada de la basílica de la mirada sagrada.

La basílica de Santa María del Santo Spirito es una de las iglesias principales de Florencia, Italia. Está situada en el barrio de Oltrarno, frente a la plaza del mismo nombre. El interior de la construcción es uno de los mejores ejemplos de la arquitectura del Renacimiento.

## Origen
La actual iglesia fue construida sobre las ruinas de un convento agustino del siglo XIII y que en 1371 fue destruido por un incendio. Filippo Brunelleschi comenzó los diseños del nuevo edificio a principios de 1444. Después de su muerte en 1446, el trabajo fue continuado por sus seguidores Antonio Manetti, Giovanni da Gaiole, y Salvi d'Andrea; el último fue también responsable de la construcción de la cúpula.
A diferencia de la Basílica de San Lorenzo, donde las ideas de Brunelleschi fueron frustradas, aquí se llevaron a cabo con cierto grado de fidelidad, al menos en el plano del piso y sobre el nivel de las arcadas. El plano de cruz latina está diseñada para maximizar la legibilidad de la cuadrícula. El contraste entre la nave y el transepto, que causó tantas dificultades en San Lorenzo, aquí fue evitada. Los lados de la capilla, en forma de nichos del mismo tamaño (cuarenta en total), corren a lo largo de todo el perímetro.
La fachada de Brunelleschi nunca fue realizada y se dejó en blanco. El año 1489 se construyó una sacristía a la izquierda del edificio y se abrió una puerta en una capilla para hacer la conexión a la iglesia. Diseñada por Simone del Pollaiolo, tiene una planta octogonal.
En 1601 se agregó una baldaquino barroco sobre el altar, de Giovanni Battista Caccini y Gherardo Silvani, hecho de mármol policromado. La iglesia permaneció sin decoraciones hasta el siglo XVIII, cuando los muros fueron enyesados. La fachada interior es de Salvi d'Andrea, y aún tiene el vidrio de ventana original, con el Pentecostés diseñado por Pietro Perugino. El campanario (1503) fue diseñado por Baccio d'Agnolo.
El exterior de la iglesia fue restaurado entre los años 1977 y 1978.

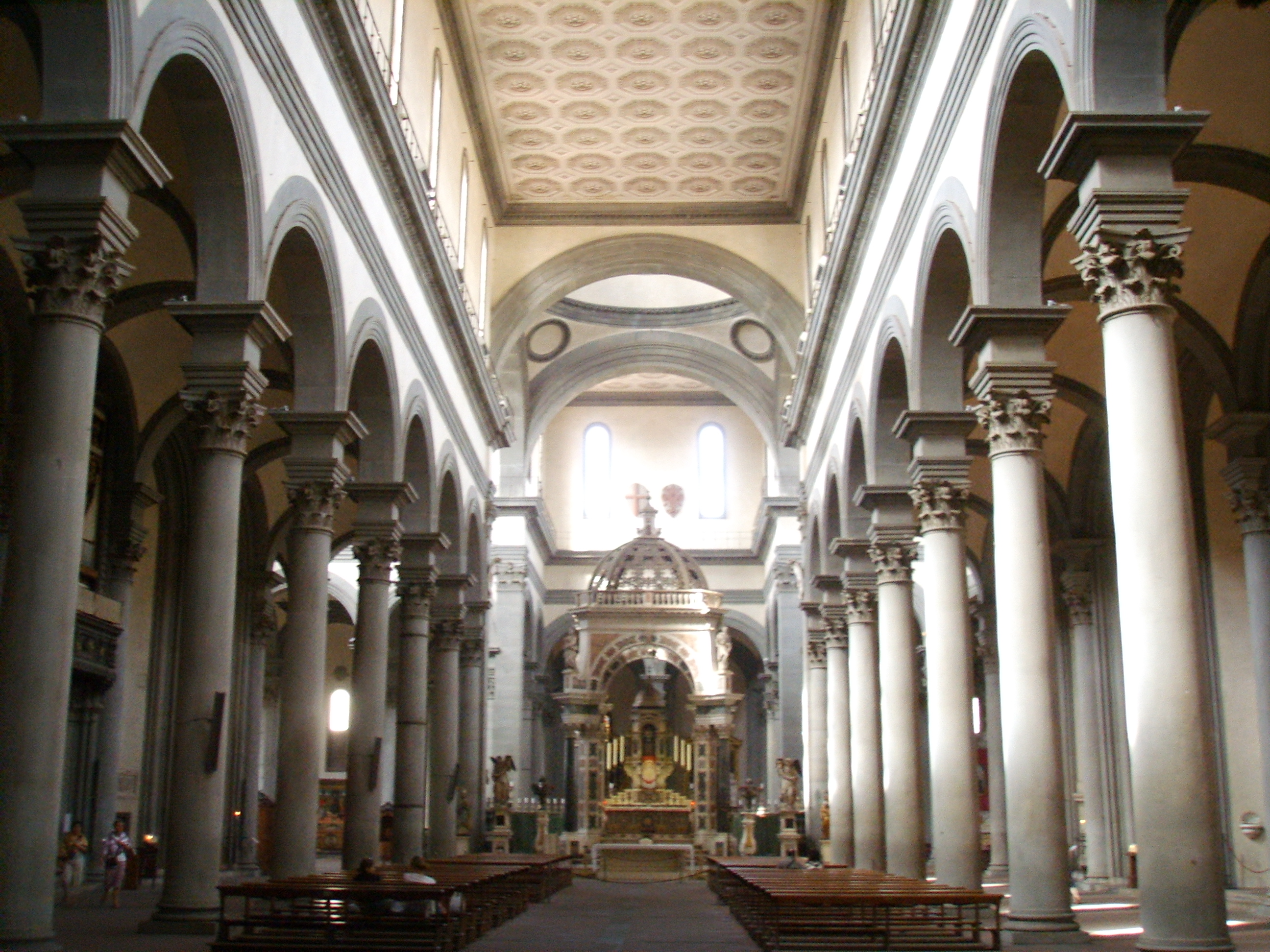
Nave principal de la basílica.

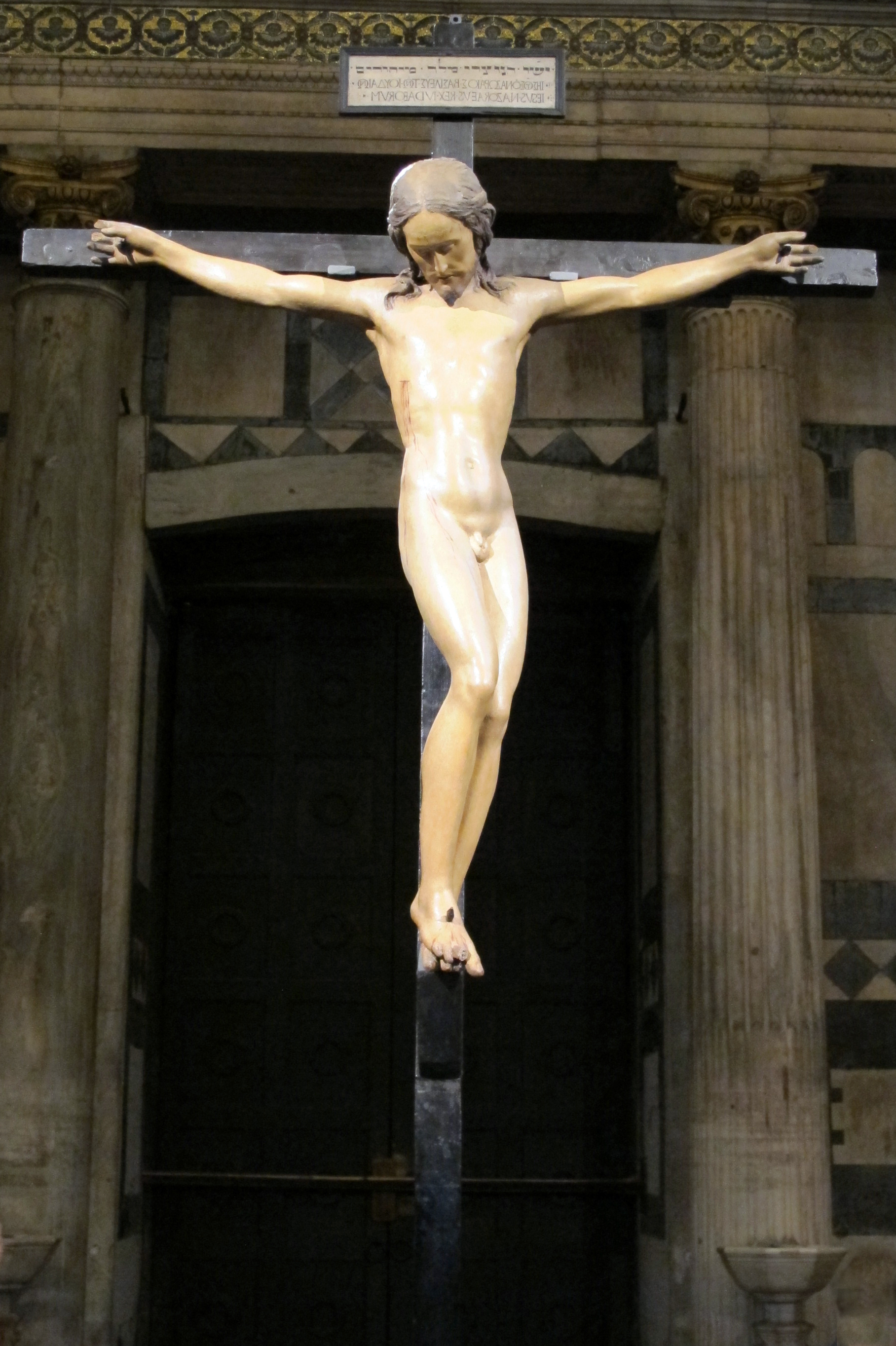
El crucifijo de Miguel Ángel.

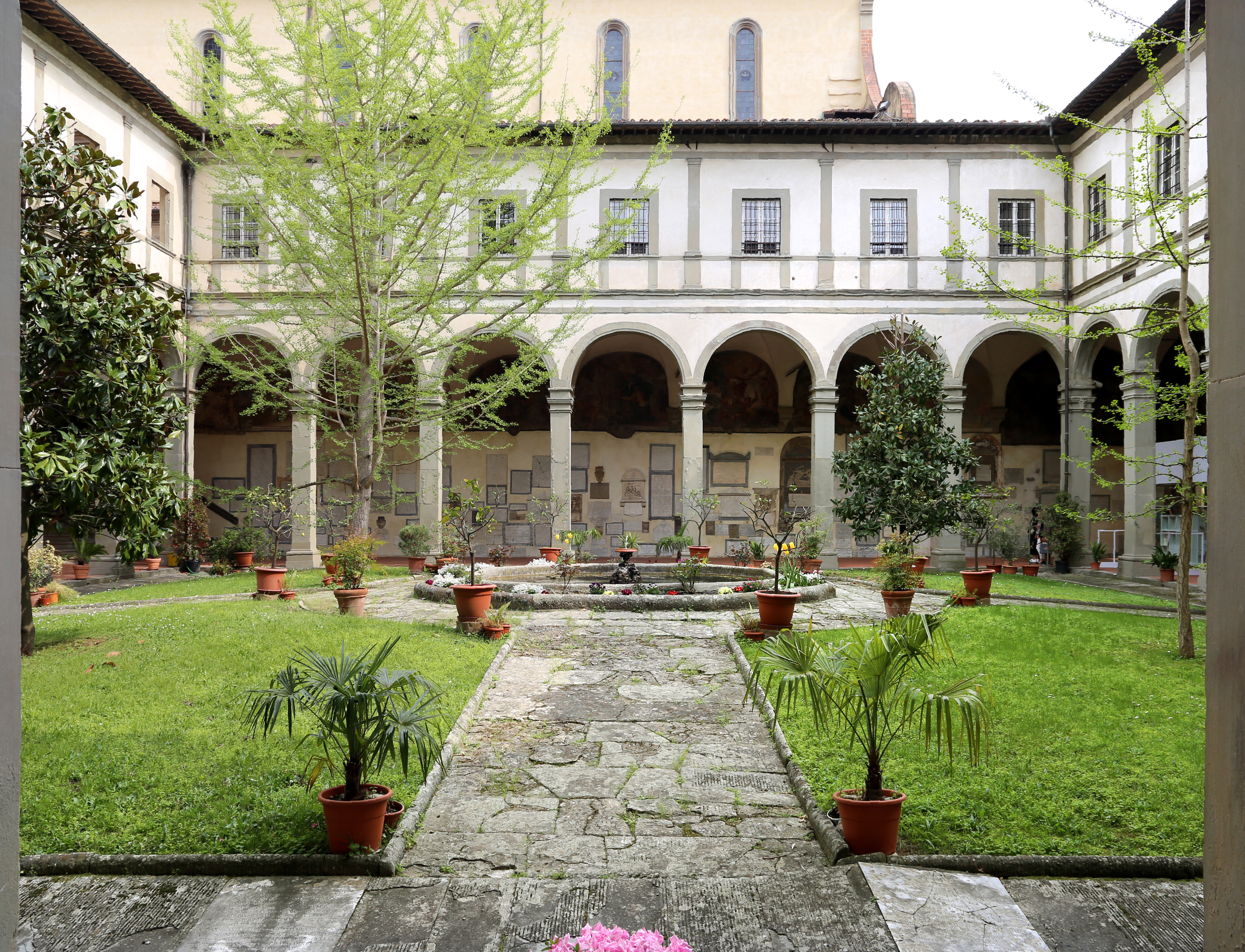
Vista de uno de los claustros.

### Fresco
La iglesia cuenta con 40 capillas laterales (dos de las cuales dieron paso a puertas), las que contienen una notable cantidad de obras de arte. La más importante es la Capilla Bini-Capponi, que alberga la obra titulada Santa Mónica establece la orden de San Agustín pintada por Francesco Botticini.
En las capillas del transepto hay frescos de Filippino Lippi. También en el transepto hay un coro desde el cual los marqueses de Frescobaldi podían participar en los rituales sin ser vistos por la multitud.
La sacristía, a la cual se accedía a través de una entrada realizada en lo que había sido la sexta capilla de la izquierda y precedida por un vestíbulo monumental de Simone del Pollaiolo, fue diseñada por Giuliano da Sangallo el año 1489, y tiene una planta octogonal.,,

### El crucifijo de Miguel Ángel
Miguel Ángel fue huésped del convento cuando tenía diecisiete años de edad, después de la muerte de Lorenzo de Médici, su protector. Aquí pudo hacer estudios anatómicos de los cadáveres provenientes del hospital del convento; a cambio de esto, esculpió un crucifijo de madera, que fue colocado sobre el altar mayor. Actualmente se encuentra ubicado en la sacristía.

## Los claustros y elCenacolo
El convento tiene 2 claustros, llamados Chiostro dei Morti (Claustro de los Muertos) y Chiostro Grande (Claustro Grande). El primero toma su nombre del gran número de sepulcros que decoran sus muros, y fue construido alrededor del 1600 por Alfonso Parigi. El otro fue construido entre los años 1564 y 1569 por Bartolomeo Ammannati con un estilo clásico.
En el antiguo convento también sobrevive el gran salón de comedor (Cenacolo di Santo Spirito), con un fresco que retrata La Crucifixión sobre un fragmento de La Última Cena, ambos atribuidos a Andrea Orcagna. Es uno de los raros ejemplos del arte gótico tardío que puede ser visto todavía en Florencia. El salón también ostenta una colección de esculturas de los siglos XI al XV, incluyendo dos bajorrelieves de Donatello, un altorrelieve de Jacopo della Quercia y dos esculturas de mármol de Tino di Camaino.